# Lijst van voetbalinterlands Engeland - Kroatië
Deze lijst van voetbalinterlands is een overzicht van alle officiële voetbalwedstrijden tussen de nationale teams van Engeland en Kroatië. De landen hebben tot op heden elf keer tegen elkaar gespeeld. De eerste ontmoeting, een vriendschappelijke wedstrijd, werd gespeeld in Londen op 24 april 1996. Het laatste duel, een groepswedstrijd tijdens het Europees kampioenschap voetbal 2020, vond plaats op 13 juni 2021 in Londen.

## Wedstrijden
| №  | Plaats   | Datum             | Competitie                  | Wedstrijd          | Uitslag |
| -- | -------- | ----------------- | --------------------------- | ------------------ | ------- |
| 1  | Londen   | 24 april 1996     | Vriendschappelijk           | Engeland – Kroatië | 0 – 0   |
| 2  | Ipswich  | 20 augustus 2003  | Vriendschappelijk           | Engeland – Kroatië | 3 – 1   |
| 3  | Lissabon | 21 juni 2004      | EK 2004                     | Kroatië – Engeland | 2 – 4   |
| 4  | Zagreb   | 11 oktober 2006   | EK 2008 kwalificatie        | Kroatië – Engeland | 2 – 0   |
| 5  | Londen   | 21 november 2007  | EK 2008 kwalificatie        | Engeland – Kroatië | 2 – 3   |
| 6  | Zagreb   | 10 september 2008 | WK 2010 kwalificatie        | Kroatië – Engeland | 1 – 4   |
| 7  | Londen   | 9 september 2009  | WK 2010 kwalificatie        | Engeland – Kroatië | 5 – 1   |
| 8  | Moskou   | 11 juli 2018      | WK 2018                     | Kroatië – Engeland | 2 − 1   |
| 9  | Rijeka   | 12 oktober 2018   | UEFA Nations League 2018/19 | Kroatië – Engeland | 0 − 0   |
| 10 | Londen   | 18 november 2018  | UEFA Nations League 2018/19 | Engeland – Kroatië | 2 − 1   |
| 11 | Londen   | 13 juni 2020      | EK 2020                     | Engeland – Kroatië | 1 − 0   |

## Samenvatting
| Competitie          | Totaal gespeeld | Winst Engeland | Gelijk | Winst Kroatië | Doelsaldo Engeland – Kroatië |
| ------------------- | --------------- | -------------- | ------ | ------------- | ---------------------------- |
| WK-eindronde        | 1               | 0              | 0      | 1             | 1 − 2                        |
| WK-kwalificatie     | 2               | 2              | 0      | 0             | 9 − 2                        |
| EK-eindronde        | 2               | 2              | 0      | 0             | 5 − 2                        |
| EK-kwalificatie     | 2               | 0              | 0      | 2             | 2 − 5                        |
| UEFA Nations League | 2               | 1              | 1      | 0             | 2 − 1                        |
| Vriendschappelijk   | 2               | 1              | 1      | 0             | 3 − 1                        |
| Totaal              | 11              | 6              | 2      | 3             | 22 − 13                      |

Wedstrijden bepaald door strafschoppen worden, in lijn met de FIFA, als een gelijkspel gerekend.

## Details

### Eerste ontmoeting
| Vriendschappelijk (Londen, Verenigd Koninkrijk, 24 april 1996):                                                                                     |              | |
| Engeland | 0 – 0        | Kroatië |
| | goals        | |
| Terry Venables | bondscoach   | Miroslav Blažević |
| David Seaman Gary Neville Stuart Pearce Paul Ince Mark Wright Steve McManaman David Platt Paul Gascoigne Robbie Fowler Teddy Sheringham Steve Stone | opstellingen | Marijan Mrmić 76' Dubravko Pavličić Slaven Bilić 58' Igor Štimac Robert Jarni Aljoša Asanović Nikola Jerkan 46' Zvonimir Boban Robert Prosinečki 71' Alen Bokšić Davor Šuker |
| | wissels      | 46' Mario Stanić 58' Zvonimir Soldo 71' Igor Pamić 76' Mladen Mladenović |
| Teddy Sheringham 45' Stuart Pearce 59' | gele kaarten | 28' Dubravko Pavličić 43' Aljoša Asanović |
| - Voor beide teams een oefenduel op weg naar het Europees kampioenschap voetbal 1996 in Engeland.                                                   |              | |

### Vijfde ontmoeting
| EK 2008 kwalificatie (Londen, Verenigd Koninkrijk, 21 november 2007):                                                                                              |            |                                                   |
| Engeland | 2 – 3      | Kroatië                                           |
| Frank Lampard 56' (pen.) Peter Crouch 65' | goals      | 8' Niko Kranjčar 14' Ivica Olić 77' Mladen Petrić |
| Steve McClaren | bondscoach | Slaven Bilić                                      |
| - Engeland niet geplaatst voor Europees kampioenschap voetbal 2008. - Laatste duel onder leiding van bondscoach Steve McClaren, die een dag later wordt ontslagen. |            |                                                   |

### Achtste ontmoeting
| Halve finale WK 2018 (Moskou, Rusland, 11 juli 2018): |              | |
| Kroatië | 2 – 1        | Engeland |
| Ivan Perišić 68' Mario Mandžukić 109' | goals        | 5' Kieran Trippier |
| Zlatko Dalić | bondscoach   | Gareth Southgate |
| Danijel Subašić Šime Vrsaljko Domagoj Vida Dejan Lovren Ivan Strinić 95' Luka Modrić 119' Ivan Rakitić Ivan Perišić Marcelo Brozović Mario Mandžukić 101' Ante Rebić 101' | opstellingen | Jordan Pickford Kieran Trippier Harry Maguire John Stones 90' Ashley Young 112' Kyle Walker 97' Jordan Henderson Dele Alli Jesse Lingard Harry Kane 74' Raheem Sterling |
| Josip Pivarić 95' Vedran Ćorluka 101' Andrej Kramarić 101' Milan Badelj 119'                                                                                              | wissels      | 74' Marcus Rashford 90' Danny Rose 97' Eric Dier 112' Jamie Vardy |
| Mario Mandžukić 48' Ante Rebić 96' | gele kaarten | 54' Kyle Walker |
| - Kroatië plaatst zich voor de eerste keer in de geschiedenis voor de finale van het Wereldkampioenschap voetbal.                                                         |              | |

### Elfde ontmoeting
| Groepsfase EK 2020 (London, Engeland, 13 juni 2021): |              | |
| Engeland | 1 – 0        | Kroatië |
| Raheem Sterling 57' | goals        | |
| Gareth Southgate | bondscoach   | Zlatko Dalić |
| Jordan Pickford Kyle Walker Declan Rice John Stones Harry Kane 82' Raheem Sterling 90+5' Kieran Trippier Kalvin Phillips Tyrone Mings Mason Mount Phil Foden 71' | opstellingen | Dominik Livaković Šime Vrsaljko Ivan Perišić Duje Ćaleta-Car 85' Mateo Kovačić 70' Andrej Kramarić Luka Modrić 70'Marcelo Brozović 78' Ante Rebić Domagoj Vida Joško Gvardiol |
| Marcus Rashford 71' Jude Bellingham 82' Dominic Calvert-Lewin 90+5'                                                                                              | wissels      | 70' Nikola Vlašić 70' Josip Brekalo 78' Bruno Petković 85' Mario Pašalić |
| Phil Foden 64' | gele kaarten | 42' Duje Ćaleta-Car 48' Mateo Kovačić 66' Marcelo Brozović |

FA · A-internationals · Selecties · Bondscoaches · Engels vrouwenelftal · Brits olympisch elftal · Engeland -21 · Engeland -20 · Engeland -19 · Engeland -18 · Engeland -17 · Engeland -16 · Vrouwen -17
1872 – 1899 ·
1900 – 1919 ·
1920 – 1929 ·
1930 – 1939 ·
1940 – 1949 ·
1950 – 1959 ·
1960 – 1969 ·
1970 – 1979 ·
1980 – 1989 ·
1990 – 1999 ·
2000 – 2009 ·
2010 – 2019 ·
2020 − 2029
EK's: 1968 ·
1980 ·
1988 ·
1992 ·
1996 ·
2000 ·
2004 ·
2012 · 
2016 · 
2020 · 
2024
WK's: 1950 ·
1954 ·
1958 ·
1962 ·
1966 ·
1970 ·
1982 ·
1986 ·
1990 ·
1998 ·
2002 ·
2006 ·
2010 ·
2014 ·
2018 · 
2022
Albanië ·
Algerije ·
Andorra ·
Argentinië ·
Australië ·
Azerbeidzjan ·
België ·
Bosnië en Herzegovina ·
Brazilië ·
Bulgarije ·
Canada ·
Chili ·
China ·
Colombia ·
Costa Rica ·
Cyprus ·
Denemarken ·
DDR · 
Duitsland ·
Ecuador ·
Egypte ·
Estland ·
Finland ·
Frankrijk ·
Georgië ·
Ghana ·
GOS ·
Griekenland ·
Honduras ·
Hongarije ·
Ierland ·
IJsland · 
Iran ·
Israël ·
Italië ·
Ivoorkust ·
Jamaica ·
Japan ·
Joegoslavië ·
Kameroen ·
Kazachstan ·
Koeweit ·
Kosovo ·
Kroatië ·
Liechtenstein ·
Litouwen ·
Luxemburg ·
Maleisië ·
Malta ·
Marokko ·
Mexico ·
Moldavië ·
Montenegro ·
Nederland ·
Nieuw-Zeeland ·
Nigeria ·
Noord-Ierland ·
Noord-Macedonië ·
Noorwegen ·
Oekraïne ·
Oostenrijk ·
Panama · 
Paraguay ·
Peru · 
Polen ·
Portugal ·
Roemenië ·
Rusland ·
San Marino · 
Saoedi-Arabië ·
Schotland ·
Senegal ·
Servië ·
Servië en Montenegro · 
Slovenië ·
Slowakije ·
Sovjet-Unie ·
Spanje ·
Trinidad en Tobago ·
Tsjechië ·
Tsjecho-Slowakije ·
Tunesië ·
Turkije ·
Uruguay ·
Verenigde Staten ·
Wales ·
Wit-Rusland ·
Zuid-Afrika ·
Zuid-Korea ·
Zweden ·
Zwitserland
Algerije (2010) · 
Argentinië (1986) · 
Argentinië (1998) · 
Argentinië (2002) · 
België (1990) · 
België (2018, 1) · 
België (2018, 2) · 
Brazilië (2002) · 
Colombia (1998) ·
Colombia (2018) ·
Costa Rica (2014) ·
Denemarken (2002) ·
Denemarken (2021) · 
Duitsland (2000) ·
Duitsland (2010) ·
Duitsland (2021) ·
Ecuador (2006) ·
Egypte (1990) ·
Frankrijk (1982) ·
Frankrijk (2012) ·
Frankrijk (2022) ·
Ierland (1990) · 
IJsland (2016) ·
Italië (1990) · 
Italië (2012) · 
Italië (2014) · 
Italië (2021) · 
Kameroen (1990) · 
Koeweit (1982) · 
Kroatië (2018) ·
Kroatië (2021) · 
Marokko (1986) · 
Nederland (1990) · 
Nigeria (2002) · 
Oekraïne (2012) · 
Oekraïne (2021) ·
Panama (2018) · 
Paraguay (1986) · 
Paraguay (2006) · 
Polen (1986) · 
Portugal (1986) · 
Portugal (2000) · 
Portugal (2006) · 
Roemenië (1998) ·
Roemenië (2000) ·
Rusland (2016) ·
Schotland (2021) ·
Senegal (2022) ·
Slovenië (2010) ·
Slowakije (2016) ·
Spanje (1982) ·
Spanje (2024) ·
Trinidad en Tobago (2006) ·
Tsjechië (2021) ·
Tsjecho-Slowakije (1982) ·
Tunesië (1998) ·
Tunesië (2018) ·
Uruguay (2014) ·
Verenigde Staten (2010) ·
Wales (2016) · 
West-Duitsland (1966) ·
West-Duitsland (1982) ·
West-Duitsland (1990) ·
Zweden (2002) ·
Zweden (2006) · 
Zweden (2012)
HNS · A-internationals · Selecties · Bondscoaches · Statistieken · Kroatisch vrouwenelftal · Olympisch elftal · Kroatië U21 · Kroatië U20 · Kroatië U19 · Kroatië U18 · Kroatië U17 · Kroatië U16
1940 – 1956 ·
1990 – 1999 ·
2000 – 2009 ·
2010 – 2019 ·
2020 − 2029
EK's: 1996 · 
2000 · 
2004 · 
2008 · 
2012 · 
2016 · 
2020 · 
2024
WK's: 1998 · 
2002 · 
2006 · 
2010 · 
2014 · 
2018 · 
2022
1940 · 
1941 · 
1942 · 
1943 · 
1944 · 
1945–1955 · 
1956 · 
1957–1989 · 
1990 · 
1991 · 
1992 · 
1993 · 
1994 · 
1995 · 
1996 · 
1997 · 
1998 · 
1999 · 
2000 · 
2001 · 
2002 · 
2003 · 
2004 · 
2005 · 
2006 · 
2007 · 
2008 · 
2009 · 
2010 · 
2011 · 
2012 · 
2013 ·  
2014 · 
2015 · 
2016 · 
2017 · 
2018 ·
2019 ·
2020 ·
2021 ·
2022 ·
2023
Albanië ·
Andorra ·
Argentinië ·
Armenië ·
Australië ·
Azerbeidzjan · 
België ·
Bosnië en Herzegovina ·
Brazilië ·
Bulgarije ·
Canada ·
Chili ·
China ·
Cyprus ·
Denemarken ·
Duitsland ·
Ecuador ·
Egypte ·
Engeland ·
Estland ·
Finland ·
Frankrijk ·
Georgië ·
Gibraltar ·
Griekenland ·
Hongarije ·
Hongkong ·
Ierland ·
IJsland ·
Indonesië ·
Iran ·
Israël ·
Italië ·
Jamaica ·
Japan ·
Joegoslavië ·
Jordanië ·
Kameroen · 
Kazachstan ·
Kosovo ·
Letland ·
Litouwen ·
Liechtenstein ·
Mali ·
Malta ·
Marokko · 
Mexico ·
Moldavië ·
Nederland ·
Nigeria ·
Noord-Ierland ·
Noord-Macedonië ·
Noorwegen ·
Oekraïne ·
Oostenrijk ·
Peru ·
Polen ·
Portugal ·
Qatar ·
Roemenië ·
Rusland ·
San Marino ·
Saoedi-Arabië ·
Schotland ·
Senegal · 
Servië · 
Slovenië ·
Slowakije ·
Spanje ·
Tsjechië ·
Tunesië ·
Turkije ·
Wales ·
Wit-Rusland ·
Zuid-Korea ·
Zweden ·
Zwitserland
Argentinië (2018) ·
Argentinië (2022) ·
Australië (2006) ·
België (2022) ·
Brazilië (2006) ·
Brazilië (2014) ·
Brazilië (2022) ·
Denemarken (2018) ·
Duitsland (2008) ·
Engeland (2018) ·
Engeland (2021) ·
Frankrijk (2018) ·
Ierland (2012) ·
IJsland (2018) ·
Italië (2012) ·
Japan (2006) ·
Kameroen (2014) ·
Marokko (2022, 1) ·
Marokko (2022, 2) ·
Mexico (2014) ·
Nigeria (2018) ·
Oostenrijk (2008) ·
Polen (2008) ·
Rusland (2018) ·
Schotland (2021) ·
Spanje (2012) ·
Spanje (2021) ·
Tsjechië (2016) ·
Tsjechië (2021) ·
Turkije (2008) ·
Turkije (2016)